# Nasir Javed
Nasir Javed (Lahore, 21 de junho de 1966) é um jogador de críquete paquistanês, naturalizado americano.
Ali foi jogador da Seleção de Críquete dos Estados Unidos.